# Logan Burn (Glencorse Burn)
Der Logan Burn ist ein Bach in der schottischen Council Area Midlothian.

## Lauf
Der Logan Burn entspringt im Zentrum der Pentland Hills an den Hängen von Hare Hill und West Kip. Der Bach fließt in nordöstlicher Richtung, vorbei an East Kip, Scald Law und Black Hill ab. Nach etwa drei Kilometern wird der Logan Burn zum Loganlea Reservoir aufgestaut. Der Stausee dient der Wasserversorgung Edinburghs. Das Loganlea Reservoir an der Nordostseite verlassend, mündet der Logan Burn nach einem weiteren Kilometer in das ältere Glencorse Reservoir, in dem er aufgeht. Den Hauptabfluss des Stausees bildet der Glencorse Burn, der schließlich über North Esk und Esk in den Firth of Forth entwässert. Seine Gesamtlänge beträgt fünf Kilometer.

## Umgebung
Am Nordwestufer des Loganlea Reservoirs befinden sich die Überreste des Wehrturms Howlet’s House, der vermutlich im 15. oder 16. Jahrhundert erbaut wurde. Zwischen Loganlea und Glencorse Reservoir befanden sich einst zwei Tower Houses, die vermutlich um 1230 beziehungsweise im 15. Jahrhundert errichtet wurden. Die spätestens im 19. Jahrhundert bereits als Ruinen vorliegenden Gebäude wurden zwischenzeitlich weitgehend abgetragen.

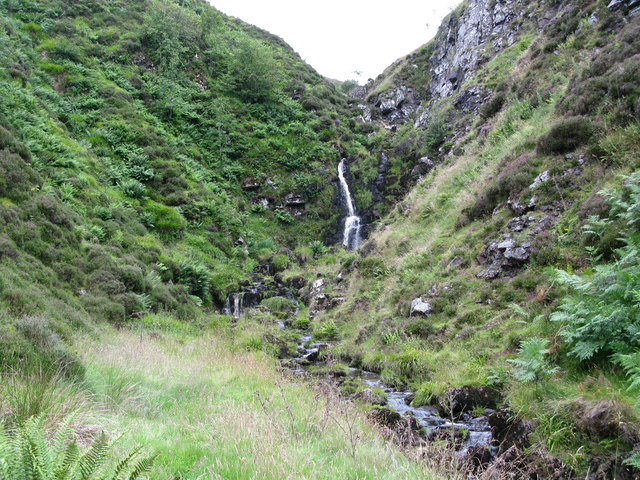
Wasserfall vor der Einmündung in das Loganlea Reservoir
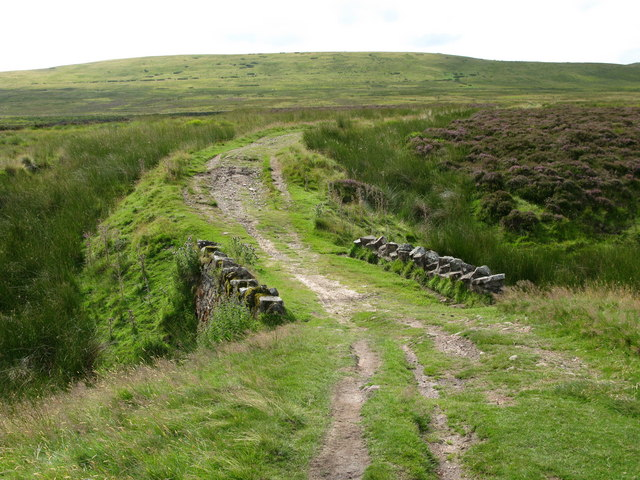
Brücke über den Logan Burn